# Покривна овсига
Покривната овсига (Bromus tectorum) е вид едносемеделно растение от семейство Житни (Poaceae).
Тя е едногодишно тревисто растение, което произлиза от Европа, Северна Африка и Югозападна Азия, но е инвазивен вид, разпространил се в много части на света.